# Commissario Ricciardi
Luigi Alfredo Ricciardi è un personaggio immaginario ideato dallo scrittore Maurizio De Giovanni. È un commissario di polizia protagonista di una serie di romanzi gialli ambientati nella Napoli degli anni trenta, in pieno regime fascista, dai quali sono stati tratti una serie televisiva e una trasposizione a fumetti.

## Biografia
Luigi Alfredo Ricciardi nasce il 1º giugno 1900 a Fortino, nel Cilento, come figlio unico della famiglia nobiliare dei baroni di Malomonte. Rimasto orfano dei genitori da ragazzo (il padre muore ancora giovane, mentre la madre trascorre molti anni in una casa di cura), si trasferisce con l'anziana tata Rosa (che prima di lui aveva accudito sua madre) a Napoli, dove si laurea con lode in giurisprudenza con una tesi sul diritto penale ed entra nella Squadra mobile della Regia Questura.
Dal carattere piuttosto introverso, tendente alla solitudine, Ricciardi è pervaso da grande umanità e correttezza, che risultano evidenti durante la conduzione delle indagini. Di solito indossa un lungo soprabito di colore grigio scuro in cui infila sempre in tasca le mani per non farle vedere poiché, quando è nervoso, non riesce a tenerle ferme. Non porta il cappello, cosicché un ciuffo di capelli neri, pettinati all'indietro e fissati con la brillantina, gli cade sulla fronte sopra gli occhi verdi e il naso affilato. A pranzo mangia la pizza o una sfogliatella al Caffè Gambrinus in piazza del Plebiscito, mentre la cena gli viene quasi sempre preparata a casa da Rosa e, alla sua morte, dalla nipote di lei, Nelide.
Ricco, elegante nei modi e nell'abbigliamento, nonché integerrimo e con un grande intuito, non ha alcun interesse nel fare carriera e per questo è ben visto dai suoi superiori (come il vicequestore Angelo Garzo), i quali si prendono spesso e volentieri il merito dei suoi successi investigativi, anche se mal sopportano i suoi modi e i suoi metodi privi di riguardo verso le classi borghesi e nobiliari più influenti della città quando deve svolgere un'indagine. Al contrario, per la sua bravura quasi diabolica nel risolvere i casi e per il suo umore sempre triste, è tenuto a distanza da colleghi e sottoposti, tranne dal fedele brigadiere Raffaele Maione (che vive nei Quartieri Spagnoli) e dal razionale e antifascista medico legale Bruno Modo. Nelle sue indagini viene aiutato anche dal femminiello Bambinella, il quale riporta al brigadiere Maione le voci che circolano in città e che tornano utili alle indagini.

### Il Fatto
La caratteristica segreta del commissario Ricciardi, da lui chiamata il Fatto, è quella di percepire gli spettri delle vittime di morte violenta (sia incidenti che omicidi) in un'immagine evanescente nei luoghi del decesso, che continuano a ripetere ossessivamente la frase che stavano dicendo o pensando nel momento della morte. Scopre tale potere da bambino quando, girando per un vigneto appartenente alla sua famiglia, trova il cadavere di un contadino che poi si scopre essere stato ucciso da un altro bracciante che lo aveva accusato di essere l'amante della moglie.
(Il senso del dolore. L'inverno del commissario Ricciardi - Capitolo 1)
Ricciardi è convinto che alla base di ogni delitto il movente del colpevole possa ricondursi a due soli motivi: la fame o l'amore. Quando si occupa di un caso non smette di lavorarci fino a che non lo risolve, calandosi con abilità e determinazione nella situazione in cui si è svolta la vicenda fino a comprendere intimamente tutte le persone coinvolte in essa. Possiede un profondo senso di giustizia che lo spinge a indagare a fondo tutte le sfaccettature di un caso, anche dopo aver ottenuto una confessione dal presunto colpevole, pur di non mandare in galera un innocente.
Per colpa del Fatto la sua vita affettiva è vuota, sebbene venga spudoratamente corteggiato dalla bella e ricca ex cantante lirica Livia Lucani (vedova del famosissimo tenore Arnaldo Vezzi) e ami a distanza Enrica Colombo (una timida vicina di casa con la quale, inizialmente, scambia solo occhiate dalla finestra).

## Comprimari
- Raffaele Maione: è un brigadiere della Regia Questura e spalla investigativa di Ricciardi. È sposato con Lucia con la quale ha avuto cinque figli, tra i quali il primogenito Luca, anch'egli poliziotto e che è stato ucciso mentre prestava servizio. Da quando Ricciardi (che nutre per lui una fiducia pressoché totale) ha risolto il caso di Luca, Maione lo segue fedelmente. Di gran mole fisica, è molto efficiente e particolarmente bravo nei pedinamenti in incognito.
- Bruno Modo: è un medico legale apertamente antifascista. Le sue convinzioni, nonostante gli ammonimenti di Ricciardi (che si fida solo di lui per quanto riguarda le autopsie delle vittime dei suoi casi), lo metteranno nei guai con il regime e per questo rischierà la condanna al confino.
- Angelo Garzo: è il vicequestore e diretto superiore di Ricciardi, a cui deve riferire in merito alle sue indagini. Ossequioso e carrierista, Garzo non perde occasione di fregiarsi dei successi del commissario, al quale però poco importa della carriera.
- Livia Lucani: è la ricca, bella e indipendente vedova del defunto tenore Arnaldo Vezzi. La donna, che in passato si esibiva come contralto, ha modo di conoscere il commissario quando egli indaga e risolve l'omicidio del marito, e ne rimane colpita finendo per innamorarsene, così che da Roma si trasferisce a Napoli cominciando a corteggiarlo. Le sue avances vengono però continuamente respinte da Ricciardi, e a un certo punto lei, sentendosi ferita, arriva ad muovergli contro un'accusa che rischia di rovinarlo per sempre.
- Falco: è un agente dell'OVRA incaricato di sorvegliare Livia, in quanto amica di Edda Ciano. È segretamente innamorato di Livia, e vede con odio Ricciardi per le attenzioni che lei gli rivolge.
- Enrica Colombo: è la vicina di casa di Ricciardi, che ama ed è disposta ad aspettare, nonostante la madre continui a presentarle nuovi possibili pretendenti. I sentimenti fra i due vengono allo scoperto e iniziano a frequentarsi solo a seguito del rifiuto di Enrica del corteggiamento del maggiore tedesco Manfred Kaspar von Brauchitsch. Dopo che Ricciardi le parla della maledizione del Fatto, chiede alla ragazza di sposarlo. La loro unione però non dura molto a lungo poiché, sfortunatamente, Enrica muore di parto dopo aver dato alla luce una femmina. Fisicamente è alta, mancina e porta gli occhiali; caratterialmente è dotata di molta pazienza, avendo atteso per molto tempo un passo avanti da Ricciardi, ma quando serve si dimostra determinata, come quando tiene testa alla madre. È nata il 24 ottobre 1907[4].
- Rosa Vaglio: è l'anziana governante di Ricciardi, lo ha cresciuto dopo la scomparsa dei genitori, tanto che Luigi è arrivato a considerarla una seconda madre. Una volta scoperti i sentimenti tra Luigi ed Enrica, Rosa rappresenta per la ragazza il primo appoggio per avvicinarsi a Ricciardi. Muore di malattia nel libro In fondo al tuo cuore.
- Nelide: sostituisce sua zia Rosa come governante della casa di Ricciardi, e viene scelta direttamente dall'anziana quando sente avvicinarsi la sua morte. Nei modi Nelide ricorda molto la zia, e ha come unica missione nella vita il benessere di Ricciardi. Nonostante sia analfabeta e spesso si mostri arcigna con i suoi quasi incomprensibili proverbi in cilentano, non è una stupida ed è lei a sbloccare la situazione tra Luigi ed Enrica quando Maria, la madre di lei, rischia di rovinare le cose fra i due.
- Bambinella: è un femminiello simpatico e dalla parlantina sciolta, che durante una retata è stato graziato da Maione e in seguito ne è diventato l'informatore poiché al corrente di qualunque voce giri nei quartieri popolari.

## Libri

### Romanzi
1. Il senso del dolore. L'inverno del commissario Ricciardi (2007)
Pubblicato per la prima volta nel 2006 con il titolo Le lacrime del pagliaccio[5]
2. La condanna del sangue. La primavera del commissario Ricciardi (2008)
3. Il posto di ognuno. L'estate del commissario Ricciardi (2009)
4. Il giorno dei morti. L'autunno del commissario Ricciardi (2010)
5. Per mano mia. Il Natale del commissario Ricciardi (2011)
6. Vipera. Nessuna resurrezione per il commissario Ricciardi (2012)
7. In fondo al tuo cuore. Inferno per il commissario Ricciardi (2014)
8. Anime di vetro. Falene per il commissario Ricciardi (2015)
9. Serenata senza nome. Notturno per il commissario Ricciardi (2016)
10. Rondini d'inverno. Sipario per il commissario Ricciardi (2017)
11. Il purgatorio dell'angelo. Confessioni per il commissario Ricciardi (2018)
12. Il pianto dell'alba. Ultima ombra per il commissario Ricciardi (2019)
13. Caminito. Un aprile del commissario Ricciardi (2022)
14. Soledad. Un dicembre del commissario Ricciardi (2023)
15. Volver. Ritorno per il commissario Ricciardi (2024)

### Racconti
1. L'omicidio Carosino. Le prime indagini del commissario Ricciardi (raccolta, 2012)
2. Febbre (racconto contenuto nell'antologia Giochi criminali, 2014)
3. Dieci centesimi (racconto contenuto nell'antologia Le solitudini dell'anima, 2015)
4. Una domenica con il commissario Ricciardi (raccolta, 2015)

Tutti i racconti sono stati inseriti nella raccolta L'ultimo passo di tango (2017).

## Adattamento fumettistico

### Sergio Bonelli Editore
I racconti e i romanzi dedicati al commissario Ricciardi sono stati adattati a fumetti da diversi editori fino all'accordo con la Sergio Bonelli Editore, che ne ha realizzato una versione completa. Vengono commercializzati sia in libreria in formato cartonato sia in edicola in formato brossurato. La fisionomia del commissario prende spunto da Andy García, quella di Bruno Modo da Vittorio De Sica, e quella di Livia Lucani è un incrocio tra Ava Gardner e Monica Bellucci.

### Altre pubblicazioni
| Data cartonato | Titolo                                                     | Sceneggiatura          | Disegni         | Editore            |
| -------------- | ---------------------------------------------------------- | ---------------------- | --------------- | ------------------ |
| 2010           | Mammarella. Una storia a fumetti del commissario Ricciardi | Alessandro De Virgilio | Claudio Valenti | Cagliostro E-Press |
| 2015           | I vivi e i morti. Un'indagine del commissario Ricciardi    | Alessandro De Virgilio | Emanuele Gizzi  | Star Comics        |

## Adattamento televisivo
Dal 25 gennaio al 1º marzo 2021 è stata trasmessa su Rai 1 la prima stagione dell'adattamento televisivo delle indagini del commissario Ricciardi, interpretato da Lino Guanciale. La seconda stagione è andata in onda dal 6 al 21 marzo 2023. La terza stagione, originariamente prevista per essere trasmessa nella primavera del 2025, per motivi ignoti sembra essere stata posticipata al palinsesto autunnale.